# Дача Блохина
Дача Блохина — опустевший населённый пункт в Кимрском районе Тверской области. Входит в состав Центрального сельского поселения.

## География
Находится в юго-восточной части Тверской области на расстоянии приблизительно 22 км на северо-северо-восток по прямой от районного центра города Кимры на правом берегу Волги.

## История

Кружком отмечено местоположение населенного пункта на карте 1853 года.

На карте 1853 года данного населенного пункта нет. Населенный пункт образовался, скорее всего, в конце 19-го или начале 20-го века. Дети, жившие там, переправлялись через Волгу и ходили в школу в селе Медведицкое. Ко времени создания Угличского вдхр правый берег Волги был населен, и в данном поселении находилось 4 дома. 
После создания водохранилища данную местность окружили болота, через которые нет сухопутных дорог и нет возможности провести электролинию, и населённый пункт постепенно опустел. 
По состоянию на 2024 год остался один дом, в котором давно никто не живёт.

## Население
Численность населения не была учтена как в 2002 году, так и в 2010.